# Czernidłak wierzbowy
Czernidłak wierzbowy (Coprinus aphthosus Fr.) – gatunek grzybów należący do rodziny pieczarkowatych (Agaricaceae).

## Systematyka i nazewnictwo
Pozycja w klasyfikacji według Index Fungorum: Coprinus, Agaricaceae, Agaricales, Agaricomycetidae, Agaricomycetes, Agaricomycotina, Basidiomycota, Fungi.
Po raz pierwszy opisał go w 1838 r. Elias Fries, jednak według Index Fungorum jest to takson niepewny (ze względu na bardzo krótki opis mogący pasować do wielu gatunków i brak typu nomenklatorycznego). Nazwę polską zarekomendował w 2003 r. Władysław Wojewoda.

## Morfologia
Kapelusz o wysokości około 2,5 cm, błoniasty, jajowato-dzwonkowaty, bez promienistego prążkowania. Powierzchnia młodych okazów pokryta kłaczkowatymi łuskami osłony, u starszych naga. Trzon o wysokości około 5 cm, pusty, równy, skręcony, włókienkowaty. Blaszki przyrośnięte, początkowo białe, potem ciemniejące, następnie czarne.

## Występowanie i siedlisko
W Polsce do 2003 r. podano 3 stanowiska, w późniejszych latach podano następne.
Grzyb saprotroficzny. Występuje w lasach i na polanach na spróchniałym drewnie.